# Schipp
Schipp war ein Hohlmaß und wurde für Getreide, Salz und Steinkohle genommen.
Es wird in der Literatur oft als norwegisches Maß geführt, wobei skandinavisches Maß auf Grund der ehemaligen politischen Verhältnisse treffender wäre. Schipp entsprach dem Scheffel und wurde auch als Achtel bezeichnet.
Die Maßkette von der Tonne, der Tonde, abwärts war:
- 1 Tonde = 8 Schipp = 32 Viertel = 64 Achtel = 144 Potter = 7007,4 Pariser Kubikzoll = 139 Litres
- 1 Pott = 0,9653 Litres[2]
- 1 Schipp = 874 Pariser Kubikzoll (Getreide- u. Salzmaß)

Steinkohle und spanisches Salz wog man abweichend zur Tonne norwegischen Salzes von 10 Scheffel/Schipp = 173 Litre so:
- 1 Tonne = 8 Schipp = 176 Pott = 8571 Pariser Kubikzoll = 170 Litres[4]

In Dänemark gehörte das Maß zum idealisierten Flächenmaß. Die Maßkette war hier
- 1 Tönde = 8 Schipp = 32 Fjerdingkar = 96 Albus

Die Tonne oder 8 Schipp sogenanntes Hartkorn (Roggen oder Gerste) als Ertrag legte die Bodenfläche, abhängig von der Bodenqualität, fest. Die Menge Hartkorn war der Maßstab für die Abgabenberechnung auf Land, Wald und Mühlen. Das Maß wurde schon im Jahr 1690 eingeführt.

## Flächenmaß
Der Schipp war auch ein Flächenmaß in Schleswig.
- 1 Schipp = 24 Quadratruten